# José Malhoa (chanteur)
 (mai 2017).
Le contenu est difficilement compréhensible vu les erreurs de traduction, qui sont peut-être dues à l'utilisation d'un logiciel de traduction automatique.
Ne doit pas être confondu avec José Malhoa.
José Malhoa, né le 28 septembre 1947 à Belém, un quartier de Lisbonne, est un chanteur de musique populaire portugais.

## Biographie
Il est dans les danses d'Alves Rente où il a commencé à chanter.
Il collabore dans beaucoup de thèmes avec le compositeur Ricardo Landum. Il obtient la grande adhésion avec des chansons comme "Baile de Verão" qui a eu une nouvelle version avec Facebook.
En 2011, l'album "Morena Kuduro" est édité, ce qui lui donne aussi un grand succès. Cela parce que dans cet album apparaît avec un thème de style kuduro.
Le 11 juillet 2012, il est condamné à 150 jours d'amende pour avoir attaqué, en 2009, un directeur d'une agence de voyages, après une discussion à Vila Nova de Gaia. En plus des 150 jours d'amende le chanteur devra payer une indemnité de 1150 euros au directeur de l'agence de voyages.
Il est le père de la chanteuse Ana Malhoa et le grand-père de India Malhoa.

## Albums
- 1994 : So de vez em quando
- 1997 : Sou um homem feliz
- 1998 : Contigo no Paraiso
- 1999 : Salomé
- 2000 : Recordar
- 2001 : E Agora
- 2002 : Foste Embora
- 2004 : Baile de Verão
- 2005 : Eu Vou a Todas
- 2006 : Vai Ter Que Rezar
- 2007 : Duas Rosas
- 2008 : A Dança do Bailão
- 2009 : Pecado de Verão
- 2010 : Romântico
- 2010 : O Bailinho do Zé
- 2011 : Morena Kuduro - Ai se eu te Pego
- 2012 : Baile das Mulheres
- 2013 : O Boguinhas do Zé
- 2014 : Ela vai me dar
- 2016 : O Melhor de Mim
- 2017 : Cai Pimba Nela
- 2018 : Vitamina D
- 2019 : Que Sorta a Minha